# استیو رایش
استیو رایش (انگلیسی: Steve Reich؛ زاده ۳ اکتبر ۱۹۳۶) یک آهنگساز اهل ایالات متحده آمریکا است. برخی او را مهم‌ترین و بزرگ‌ترین موسیقیدان زنده آمریکا می‌نامند. از پیشگامان موسیقی مینیمال است اگرچه در آثارش الزاماً و همیشه به این سبک وفادار نبوده. روزنامه گاردین او را از معدود آهنگسازانی می‌داند که در مسیر تاریخ موسیقی تغییر ایجاد کرده‌اند. هم‌چنین جان آدامز موسیقیدان آمریکایی معتقد است که استیو رایش نقش عمده‌ای در یکی از مهم‌ترین انقلاب‌های موسیقایی قرن بیستم داشته‌است.

## زندگی‌نامه
استیو رایش در سال ۱۹۳۶ در شهر نیویورک زاده شد. والدینش هنگامی که یک ساله بود، از یکدیگر جدا شدند و رایش ایام کودکی و نوجوانیش را میان نیویورک و کالیفرنیا گذراند. اگر چه از کودکی شروع به نواختن پیانو کرد ولی در ۱۴ سالگی بود پس از شنیدن آثار موسیقی دوره باروک آموختن موسیقی را به‌طور جدی دنبال کرد. او به منظور حضور در گروه موسیقی جاز، نواختن درامز نیز فراگرفت.

در سال ۱۹۵۷ با مدرک کارشناسی فلسفه از دانشگاه فارغ‌التحصیل شد. پایان‌نامه او دربارهٔ لودویگ ویتگنشتاین بود. بعدها او متون فلسفی ویتگنشتاین را در قطعات ضرب‌المثل(۱۹۹۵) و تو هستی(۲۰۰۶) به موسیقی درآورد. پس از فارغ‌التحصیلی، مقدمات آهنگسازی را از «هال اورتون» آموخت. در فاصله سال‌های ۱۹۵۸ تا ۱۹۶۱ در مدرسه موسیقی جولیارد مشغول به تحصیل شد. در نهایت وی موفق شد مدرک کارشناسی‌ارشد خود را در رشته موسیقی از کالج میلز در سال ۱۹۶۳ دریافت کرد.

در تابستان سال ۱۹۷۰، با دریافت کمک‌هزینه مالی از مؤسسه بین‌المللی آموزش و پرورش، به غنا رفت و شیوه طبل‌زنی را در مؤسسه مطالعات آفریقایی دانشگاه غنا در آکرا مورد مطالعه قرار داد. از سال ۱۹۷۶ تا ۱۹۷۷ اشکال سنتی متون مقدس عبری را در نیویورک و اورشلیم مورد مطالعه قرار داد. در سال ۱۹۶۶ استیو رایش گروه خود که متشکل از ۳ نوازنده بود را تأسیس کرد، گروهی که اعضایش به زودی به ۱۸ عضو رسید. از سال ۱۹۷۱ رایش و گروهش به‌طور متناوب در سراسر جهان به اجرای برنامه می‌پردازند.

## سبک
موسیقی‌اش اگر چه در برخورد اول کمی مکانیکی به گوش می‌رسد اما از لحظات ریتمیک افسون‌کننده و ملودی‌های خلاقانه مالامال است. مضمون‌های اجتماعی و تاریخی چون هولوکاست، سلاح‌های کشتار جمعی، نزاع فلسطینیان و اسرائیلیان و… بر کارش تأثیر گذاشت و در عمق آثارش قابل کشف و تاویل است.

## جوایز و افتخارات
- جایزه گوگنهایم سال ۱۹۷۸
- جایزهٔ گرمی برای بهترین قطعهٔ کلاسیک معاصر برای قطعه قطارهای متفاوت سال ۱۹۹۰
- جایزهٔ گرمی برای بهترین اجرای موسیقی مجلسی برای قطعه موسیقی برای ۱۸ موسیقیدان سال ۱۹۹۹
- جایزهٔ پولیتزر برای بهترین موسیقی سال ۲۰۰۹

## آثار

### موسیقی
- موسیقی برای دو یا چند پیانو (۱۹۶۴)
- معیشت (۱۹۶۴)
- می‌خواهد باران بیاید(۱۹۷۰)
- شش پیانو (۱۹۷۳)
- موسیقی برای ۱۸ موسیقیدان (۱۹۷۴–۱۹۷۶)
- تهیلیم (۱۹۸۱)
- قطارهای متفاوت (۱۹۸۸)

### کتاب
- نوشتن دربارهٔ موسیقی (۱۹۷۴)
- نوشتن در موسیقی (۲۰۰۲)